# Келлер, Билл
Билл Ке́ллер (англ. Bill Keller, род. 18 января 1949 года в Нью-Йорке) — американский журналист. В 2003-2011 гг. главред «The New York Times».

## Биография и карьера
Сын Джорджа Келлера.
Закончил калифорнийский колледж «Pomona» и получил степень бакалавра искусств. В июле 2000 года прослушал курс менеджмента в Уортонской школе бизнеса при университете Пенсильвании.
Карьеру в журналистике начал в газете «The Oregonian», в городе Портленд, штат Орегон, репортёром которой был в 1970—1979 годах. В 1980—1982 годах писал обзоры в политическом еженедельнике «Congressional Quarterly Weekly Report», а после работал в газете «Dallas Times Herald».
В 1984 году начал работу корреспондентом в вашингтонском бюро «The New York Times». В 1986—1991 годах корреспондент этой газеты в СССР, в 1989—1991 годах возглавлял её московское бюро. В 1989 году за освещение событий в этой стране был награждён Пулитцеровской премией за международный репортаж.
На протяжении трёх лет начиная с 1992 года работал в ЮАР. После возвращения в Америку был назначен главой международного отдела «The New York Times». С 1997 года был выпускающим редактором издания, а в 2001 году был назначен редактором отдела комментариев.
В июле 2003 года, после громкого скандала и увольнения главного редактора газеты, возглавил «The New York Times» и проработал на этой должности до сентября 2011 года, когда его сменила Джилл Абрамсон.
Женат на Эмме Гилби, получившей известность как автор биографии Винни Манделы, жены Нельсона Манделы. Имеет двух дочерей — Молли (~1995 г. р.) и Алису (~2001 г. р.), также есть ещё один ребёнок.